# Pattern
Il termine inglese pattern è un anglicismo usato per descrivere una regolarità nel mondo naturale, nelle opere umane, o nei concetti astratti. Termini analoghi italiani possono essere modello, motivo o schema. 
Il termine è utilizzato soprattutto in ambito scientifico o tecnico, ma anche in altri contesti - come ad esempio in determinati fenomeni dinamici come la danza delle api o la circolazione delle masse d'aria calda e fredda nell'atmosfera, ma anche nella politica, aspetti sociali, affettivi o lavorativi - quando si vuole indicare uno schema di comportamenti, azioni, fenomeni o situazioni ricorrenti.

## Significato
Il termine pattern può essere usato anche come sinonimo di texture (trama, per esempio la trama di un tappeto) o una regolarità che si riscontra all'interno di un insieme di oggetti osservati (per esempio, le macchie di un ghepardo). Pattern, infatti, in inglese indica il disegno ornamentale di una superficie: per esempio un tessuto, una tappezzeria, una pavimentazione. 
La composizione di un pattern è data dal moltiplicare e affiancare tra loro, secondo una griglia regolare e ordinata, tanti moduli base identici tra loro, secondo le regole della simmetria traslatoria. In molti programmi di grafica, uno strumento come per esempio un pennello che invece di disegnare una linea disegna delle bolle di sapone, viene definito proprio pattern; nei programmi di grafica avanzata, come quelli di progettazione, quando si deve colorare una grande superficie virtuale dando un effetto legno, si usa un pattern o texture legno: un quadrato con venature che iniziano e finiscono nella stessa posizione dei lati opposti in modo da creare una sequenza continua senza interruzioni.

## Utilizzo
L'uso di questo termine si ritrova in diversi ambiti e discipline scientifiche, ad esempio: 
- nell'architettura e nel design indica la ripetizione geometrica di un motivo grafico su un piano;
- nella programmazione orientata agli oggetti del software un design pattern è una soluzione progettuale a un problema ricorrente;
- nello studio della chitarra[1] i pattern sono le posizioni che le varie scale musicali assumono ripetutamente sul manico oppure i cosiddetti "box"[2], cioè frasi ritmico-melodiche che si suonano, in qualsiasi posizione, ma replicandole una di seguito all'altra magari con qualche piccola variazione o enfasi;
- in informatica, si parla di pattern relativamente ad algoritmi specifici, a volte ricorsivi, che seguono uno schema prestabilito, come ad esempio le funzioni di ricerca in una stringa. In tale contesto specifico, il pattern rappresenta anche la stringa (o insieme di stringhe) da ricercare;
- in biologia con pattern (tradotto a volte come "profilo") ci si riferisce a diversi tipi di regolarità, come ad esempio le regolarità delle sequenze biologiche di DNA o di proteine che permettono il riconoscimento e il legame specifico tra molecole, o le regolarità nel livello di espressione dei geni delle cellule che permettono il riconoscimento sperimentale di diversi tipi cellulari tra cui tipi di cellule tumorali, o le regolarità negli eventi che avvengono durante processi quali lo sviluppo di un organismo, o anche le regolarità nel comportamento degli animali;
- in zoologia individuano la disposizione e distribuzione di organi o di macchie sul corpo dell'animale, ad esempio il pattern oculare di un ragno indica la distribuzione e la disposizione degli occhi; il pattern maculare di un leopardo indica la distribuzione delle macchie sulla pelle;
- i pattern sono i percorsi che vengono eseguiti dai concorrenti nelle gare della disciplina del reining;
- nella psicologia della percezione indica una configurazione di stimoli che si presentano a costituire un'unità percettiva. Il significato è quindi simile a quello di Gestalt o forma, ma in quest'ultimo termine è maggiormente messo l'accento sull'aspetto della strutturazione;[3]
- in meteorologia il pattern è una situazione meteo, su larga scala, che si ripete in una determinata zona per un determinato periodo di tempo. Ad esempio: nei tre inverni 2010-2012, in Europa un pattern è stato il susseguirsi di split del vortice polare artico (piuttosto debole) con relative e ripetute incursioni di aria molto fredda nel cuore del continente. In sede di previsione meteo, un pattern è la serie di soluzioni del calcolo probabilistico (una certa area geografica per un certo periodo di tempo futuro) offerto al previsore dal modello utilizzato;
- in psicometria indica un insieme di risultati che formano una certa struttura (di solito una correlazione tra variabili);
- in ingegneria come "schema di progetto";[4]
- negli scacchi il pattern è una situazione tattica ricorrente, la cui facile memorizzazione permette agli scacchisti di evitare lunghe analisi di mosse in partita;
- nella musica contemporanea ci si riferisce con pattern a elementi o combinazioni di elementi (melodici, armonici, ritmici) reiterati[5]; il riff di una chitarra rock o il groove di una batteria sono esempi di pattern musicale;
- in tecnologia meccanica il termine inglese pattern corrisponde all'italiano "modello" (ad esempio si usa in fonderia per significare l'elemento con il quale si otterrà la cavità o impronta).